# Георг Міхаель
Георг Роланд Бурхард Міхаель (нім. Georg Roland Burchard Michael; 10 лютого 1917, Гамбург — 18 січня 1944, Одеса) — німецький офіцер, майор резерву вермахту (1944, посмертно). Кавалер Лицарського хреста Залізного хреста з дубовим листям.

## Біографія
В 1936 році вступив у 1-у кавалерійську бригаду. Під час Польської кампанії командував взводу 2-го кінного полку, під час Французької кампанії — взводом 6-го ескадрону 22-го кінного полку. У складі 1-ї кавалерійської та 24-ї танкової дивізії, в якій був призначений командиром 6-ї роти 26-го моторизованого полку, брав участь у Німецько-радянській війні. Потім прийняв командування 2-м батальйоном свого полку. 17 січня 1944 року важко поранений і евакуйований в Одесу. Помер у шпиталі.
Ім'я Міхаеля вказане на пам'ятнику німецького військового цвинтаря в Карлівці.

## Нагороди
- Залізний хрест
  - 2-го класу (25 травня 1940)
  - 1-го класу (27 червня 1940)
- Штурмовий піхотний знак в сріблі
- Лицарський хрест Залізного хреста з дубовим листям
  - лицарський хрест (19 січня 1941)
  - дубове листя (№ 187; 25 січня 1943)
- Медаль «За зимову кампанію на Сході 1941/42»
- Нагрудний знак «За поранення» в золоті
- 2 нарукавні знаки «За знищений танк» в сріблі